# Lijst van platenlabels N
Dit is een lijst van platenlabels met als beginletter een N.
- Nacional Records
- Naked Music
- Naked Records
- Napalm Records
- Nappy Boy
- Narada Productions
- Nardis Records
- Narita Records
- Narnack Records
- Narrominded
- Nation Records
- National Records
- National Music Lovers Records
- National Recording Corporation
- Native Language Music
- Nauscopy
- Naxos Records
- Naxos World
- N-Coded Music
- Nebula Records
- Necropolis Records
- Negram
- Neighborhood Records
- Nein Records
- NEMS Enterprises
- Neo Ouija
- Neophyte Records
- Neptune Records
- Nero
- Nerve Recordings
- Nervous Records - (U.S.)
- Nervous Records - (U.K.)
- Net-Lab
- netMusicZone Records
- Nettwerk
- Network 23
- Network Records
- Neurodisc Records
- Neuronium Records
- Neurot Recordings

- Neutral Records
- New Alliance Records
- New Earth Records
- New European Recordings
- New Line Records
- New Orleans Records
- New Red Archives
- New Renaissance Records
- New West Records
- New World Records
- Newhouse Records
- Newmemorabilia Records
- NewPax Records
- Nexsound
- Next Plateau Records
- Nextera
- NH Media
- Nice Dreams Music
- Nicola Delita
- Niezależna Oficyna Wydawnicza CDN
- Nighthawk Records
- Nightshade Productions
- Nihilist Records
- Nilaihah Records
- Nimbus Records
- Ninja Tune
- Ninthwave Records
- Nippon Columbia
- Nitro Records
- Nitto Records
- Nitwit Records
- Nixa Records
- NK-Rock-City Records
- NMC Music
- NMC Recordings
- NoCopyrightReleases
- NoCopyrightSounds
- No Face Records
- No Fans Records
- No Idea Records
- No Limit Records
- No Masters

- No Milk Records
- No Quarter Records
- No Records
- No Remorse Records
- No U-Turn Recordings
- Noah's Ark
- Noh Poetry Records
- Noise Records (Germany)
- Noise Records (UK)
- Noisebox Records
- NoiTekk
- Nonesuch Records
- Nonzero Records
- Nordskog Records
- Noriq Records
- Northern Records
- NorthernBlues Music
- NorthSide
- Northwestside Records
- Norton Records
- Not Lame Recordings
- Nothing Records
- Nouveau Riche
- Nova Zembla
- Novamute Records
- Now & Then Records
- Now-Again Records
- NPG Records
- NRK Sound Division
- NTD Records
- Ntone
- NTT Publishing Co.
- Nuchoon
- Nuclear Blast
- Nude Records
- Nukleuz
- Nuphonic
- NUX Organization